# Tom Welling
Pour les articles homonymes, voir Welling.
Thomas Welling, dit Tom Welling, né le 26 avril 1977 à Putnam Valley, dans l'État de New York, aux États-Unis, est un acteur, réalisateur, producteur et mannequin américain.

## Biographie

### Enfance
Né à Putnam Valley, dans l'État de New York en 1977, Thomas Joseph Welling est le troisième enfant de Bonnie Welling, architecte d'intérieur de profession, et de Thomas Welling, cadre chez General Motors. Il a deux sœurs aînées, Jamie et Rebecca, et un frère cadet, Mark. Il est également un cousin éloigné de l'acteur Evan Peters. Sa famille déménage régulièrement ; Tom Welling passe son enfance et adolescence entre le Wisconsin, le Delaware et le Michigan.
Enfant plutôt sage, Tom Welling s'avère être un élève moyen. Souvent la tête dans les nuages, il découvre les plaisirs du théâtre au lycée public Okemos High School dans le Michigan, avant de finalement se tourner vers le sport. Il pratique le football américain et le baseball, mais se passionne pour le basket-ball. Il obtient son diplôme d'études secondaires en 1995, et décide de ne pas faire d'études supérieures afin de travailler dans le BTP. Il travaille également comme barman et serveur.

### Vie privée
Le 5 juillet 2002, à l'âge de 25 ans, Tom Welling épouse Jamie A. White (née le 15 décembre 1975), sa compagne depuis 1999. Le couple vit alors à Vancouver, mais s'installe par la suite à Los Angeles en 2011. En octobre 2013, Jamie White demande le divorce qui est alors prononcé deux ans plus tard, en novembre 2015 au bout de treize ans de mariage.
Depuis 2014, il partage la vie de Jessica Rose Lee (née le 26 janvier 1984), avec qui il se fiance en avril 2018. Le couple se marie le 30 novembre 2019 à Santa Ynez et ont deux enfants : Thomson Wylde Welling (né le 5 janvier 2019) et Rocklin Von Welling (né le 3 juin 2021). La famille réside dans un ranch à Somis.

### Carrière
Après quelque temps passé à travailler dans la construction, il se fait remarquer par l'assistant du photographe Bruce Weber qui lui propose de faire quelques clichés. Tom accepte et, en quelques semaines seulement, sa carrière décolle ; il fait la couverture de plusieurs magazines[source secondaire souhaitée].
Puis, toujours attiré par le métier d'acteur, il part à Los Angeles où il se donne un an pour commencer une carrière d'acteur professionnel. Là bas, il passe des auditions et se présente à celle de la série Amy. Ce casting lui octroie le rôle de Rob Meltzer. À l'origine, son personnage ne devait apparaître que dans trois épisodes, mais grâce à l'engouement du public, l'apprenti comédien restera durant six épisodes[source secondaire souhaitée]. Fort de cette première expérience, il repart à la recherche d'un nouveau rôle et en décroche un pour le pilote de la série télévisée Les années campus.

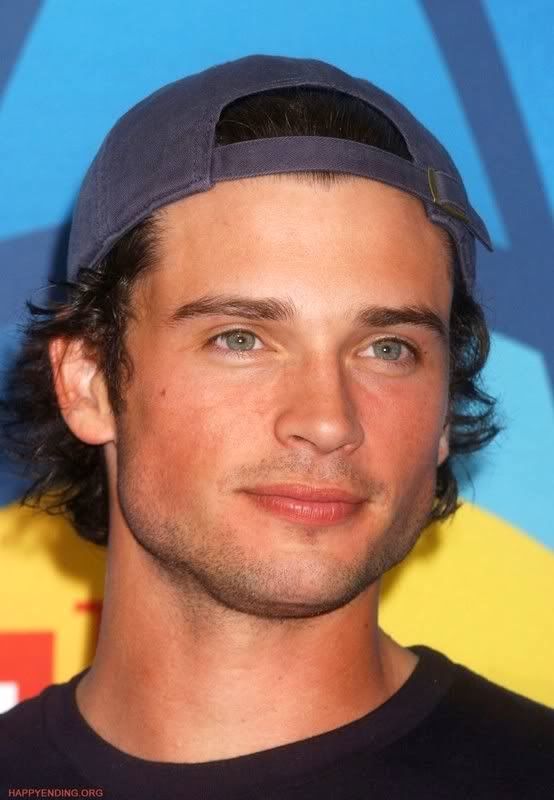
Aux Teen Choice Awards, en 2004.

C'est à ce moment qu'il apprend que la Warner effectue un casting géant pour trouver l'acteur principal de sa nouvelle production. Tom décide de tenter sa chance et est choisi parmi 700 candidats pour interpréter Clark Kent dans Smallville. La trame de la série se basant sur la jeunesse de Superman, Tom incarne le jeune Clark comme un adolescent normal, et cette spontanéité est sûrement l'une des raisons du succès de Smallville.
Les acteurs de Smallville sont nombreux à avoir réalisé un ou plusieurs épisodes de la série : John Schneider a réalisé Talisman (saison 3). Michael Rosenbaum a réalisé Freak (saison 6). Allison Mack a réalisé Power (saison 8) et Warrior (saison 9). Quant à Justin Hartley, il a réalisé Dominion, l'avant-dernier épisode de la dernière saison.
Mais c'est Tom Welling qui a le plus souvent enfilé la casquette de réalisateur. Une première fois, au cours de la saison 5, pour l'épisode Fragile. Puis il l'a refait dans les saisons suivantes : Hydro (saison 6), Apocalypse (saison 7), Injustice (saison 8). Dans la saison 9, il a réalisé la deuxième partie de l'épisode Absolute Justice (qui est constitué en double épisode, comptés comme les onzième et douzième épisodes de cette saison). Enfin, dans la saison 10, il a réalisé Patriot et Booster.
Il a commencé à travailler comme coproducteur délégué pour la saison 9 de Smallville. Avec la saison 10, il est devenu entièrement producteur délégué et son nom apparaît comme tel au générique du début de la série[source secondaire souhaitée]. Il remplit aussi cette fonction pour la série Hellcats. Généralement réservé, l'acteur n'aime pas les interviews et ne participe pas aux conventions où se retrouvent notamment les fans de Smallville[source secondaire souhaitée]. Exceptionnellement, il est venu à deux sessions du Comic Con (2009 et 2010)[source secondaire souhaitée].
Il fait son retour sur le grand écran en 2013 avec un long métrage nommé Parkland notamment coproduit par Tom Hanks et présenté en sélection officielle lors de la Mostra de Venise en septembre 2013.
Tom Welling a également joué un rôle récurrent dans la saison 3 de la série Lucifer. Il jouait alors le rôle du Capitaine de Police de Los Angeles, Marcus Pierce / Caïn.
En fin d'année 2019, à l'occasion du prochain cross-over de l'Arrowverse, Erica Durance et Tom Welling reprennent leurs rôles iconiques de Lois Lane et Clark Kent, pour un arc narratif de 5 parties. Cette réunion est une occasion de permettre aux scénaristes de révéler ce qui est arrivé au couple durant toutes ces années.
En 2024, il est à l'affiche du film d'action Clear Cut aux côtés de Alec Baldwin, qui sort le 19 juillet 2024. Il poursuit également dans Mafia Wars, paru le 11 octobre 2024.

## Filmographie

### Cinéma

#### Longs métrages
- 2003 : Treize à la douzaine (Cheaper by the Dozen) de Shawn Levy : Charlie Baker
- 2005 : Fog (The Fog) de Rupert Wainwright : Nick Castle
- 2005 : Treize à la douzaine 2 (Cheaper by the Dozen 2) de Adam Shankman : Charlie Baker
- 2013 : Parkland de Peter Landesman : Agent Roy Kellerman
- 2014 : Le Pari (Draft Day) d'Ivan Reitman : Brian Drew
- 2016 : Un choix (The Choice) de Ross Katz : Ryan McCarthy
- 2024 : Clear Cut de Brian Skiba : Keen
- 2024 : Mafia Wars de Scott Windhauser : Terry

### Télévision

#### Séries télévisées
- 2001 : Amy : Rob Meltzer (saison 2, épisodes 9, 10, 11, 15, 16 et 19)
- 2001 : Special Unit 2 : Une victime du mal (saison 1, épisode 6)
- 2001 : Les Années campus (Undeclared) : Tom (saison 1, épisode 1)
- 2001 - 2011 : Smallville : Clark Kent / Kal-El / Superman (rôle principal - 217 épisodes - également producteur exécutif de 42 épisodes et réalisateur de 7 épisodes)
- 2017 - 2018 : Lucifer : Marcus Pierce / Caïn (saison 3, 22 épisodes)
- 2019 : Batwoman : Clark Kent / Kal-El (saison 1, épisode 9 - crossover caméo dans Crisis on Infinite Earths)
- 2020 : Professionals : Vincent Corbo (saison 1, 10 épisodes - également producteur exécutif)
- 2022 - 2023 : The Winchesters : Samuel Campbell (saison 1, épisodes 7, 8 et 13)

### Clip vidéo
- 2000 : Picture Perfect de Angela Via

### En tant que producteur
Séries télévisées
- 2010 - 2011 : Hellcats (coproducteur exécutif)
- 2016 : Section 13 (coproducteur exécutif)
- 2020 : Professionals (producteur exécutif)

## Distinctions
Sauf indication contraire ou complémentaire, les informations mentionnées dans cette section proviennent de la base de données IMDb.

### Récompenses
- 2002 : Teen Choice Awards de la meilleure révélation masculine à la télévision pour Smallville (2001-2011) pour le rôle de Clark Kent.

### Nominations
- 29e cérémonie des Saturn Awards 2002 : Meilleur acteur de télévision pour Smallville.
- 2002 : Teen Choice Awards du meilleur acteur dans une série télévisée pour Smallville.
- 2003 : Bravo Otto du meilleur acteur pour Smallville.
- 30e cérémonie des Saturn Awards 2002 : Meilleur acteur de télévision pour Smallville.
- 2003 : Teen Choice Awards du meilleur acteur dans une série télévisée pour Smallville.
- 31e cérémonie des Saturn Awards 2004 : Meilleur acteur de télévision pour Smallville.
- Teen Choice Awards 2004 : 
  - meilleur acteur dans une série télévisée dramatique pour Smallville.
  - meilleure révélation masculine dans une comédie pour Treize à la douzaine (2003).
- 32e cérémonie des Saturn Awards 2005 : Meilleur acteur de télévision pour Smallville.
- 2005 : Teen Choice Awards du meilleur acteur dans une série télévisée pour Smallville.
- 33e cérémonie des Saturn Awards 2006 : Meilleur acteur de télévision pour Smallville.
- 8e cérémonie des Teen Choice Awards 2006 :
  - Meilleur acteur dans une série télévisée pour Smallville.
  - Meilleure alchimie partagé avec Kristin Kreuk pour Smallville.
- 10e cérémonie des Teen Choice Awards 2008 : Meilleur acteur dans une série télévisée pour Smallville.
- 2010 : Scream Awards du meilleur super-héros dans une série télévisée pour Smallville.
- 12e cérémonie des Teen Choice Awards 2010 : Meilleur acteur dans une série télévisée pour Smallville.
- 2010 : Scream Awards du meilleur super-héros pour Smallville.
- 13e cérémonie des Teen Choice Awards 2011 : Meilleur acteur dans une série télévisée pour Smallville.

## Voix francophones
En version française, Tom Welling est principalement doublé par Tony Marot depuis la série Smallville. Il le retrouve par la suite dans Les Années campus, Treize à la douzaine et sa suite, Lucifer, Batwoman ou encore Professionals (en).
Tom Welling est également doublé par Vincent de Boüard dans Amy et Parkland, ainsi qu'à titre exceptionnel par Adrien Antoine dans Fog, Laurent Bonnet dans Un choix et Christophe Seugnet dans Mafia Wars.